# FC Emmen
Maillots
Le FC Emmen est un club néerlandais de football basé à Emmen (Drenthe). Le club évolue en deuxième division néerlandaise depuis 2023.

## Historique

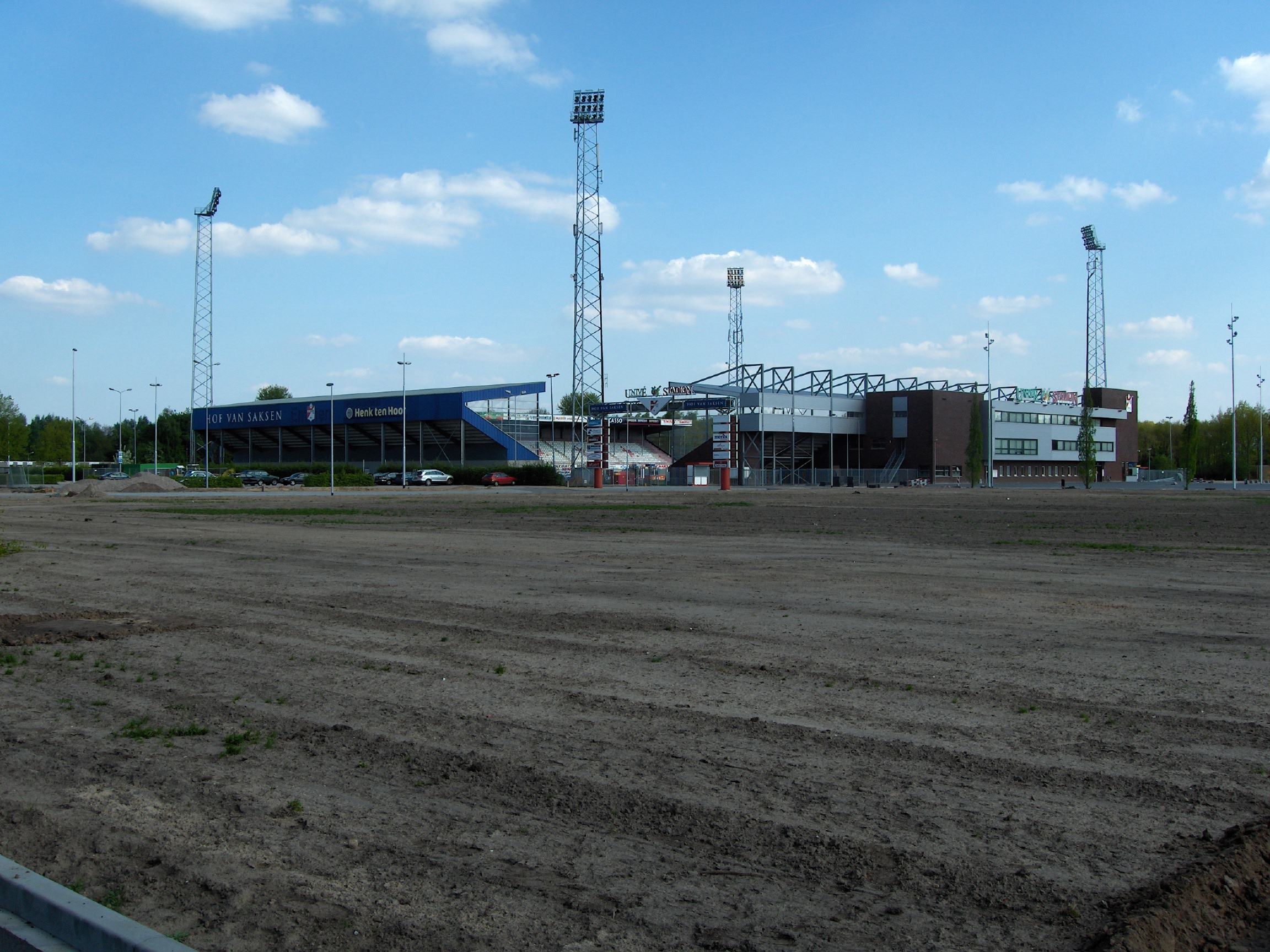
Univé Stadion à Emmen.

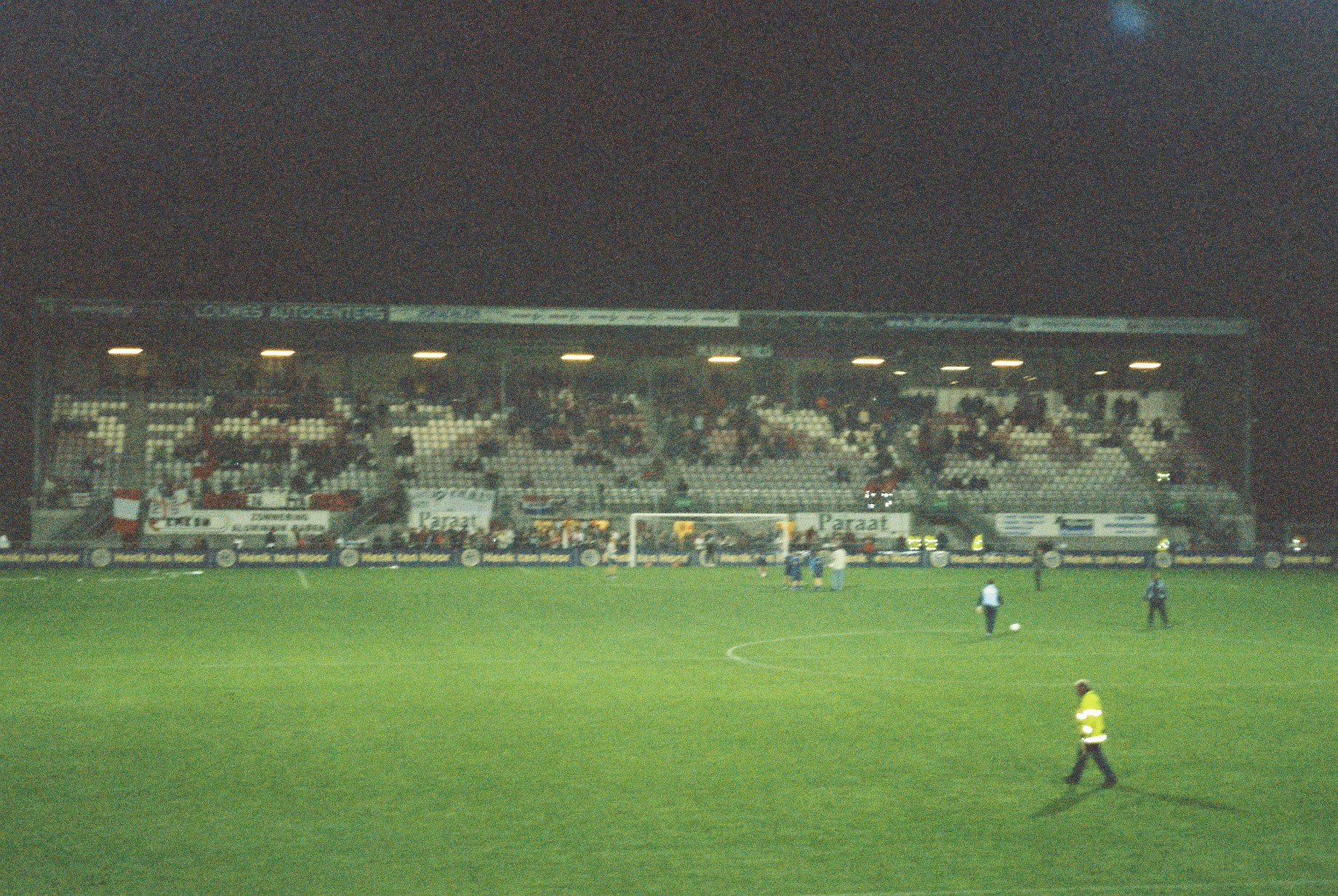
Univé Stadion à Emmen.

- 1925 : fondation du club sous le nom de VV Emmen
- 1985 : le club est renommé Betaald Voetbal Emmen

### Premier passage en Eredivisie (2018-2021)
Après sa victoire contre le Sparta Rotterdam lors des barrages d'accession en Eredivisie de la saison 2017-2018, le club est promu pour la première fois de son histoire en première division néerlandaise.
La saison 2018-2019 d'Eredivisie est la première du club à ce niveau. À l'issue de la saison le club est maintenu grâce à une 14e place. La saison suivante est stoppée à cause de la pandémie de Covid-19, alors que le club était à la 12e place au classement général.
Lors de la saison 2020-2021, le club termine à la 16e place en championnat et doit disputer les barrages de relégations. Lors de ces barrages le club est battu aux tirs au but par le NAC Breda alors en Eerste Divisie.

## Bilan sportif

### Palmarès
- Championnat des Pays-bas D2 (1)
  - Champion : 2022